# Liste der Bürgermeister von Venedig

Wappen von Venedig

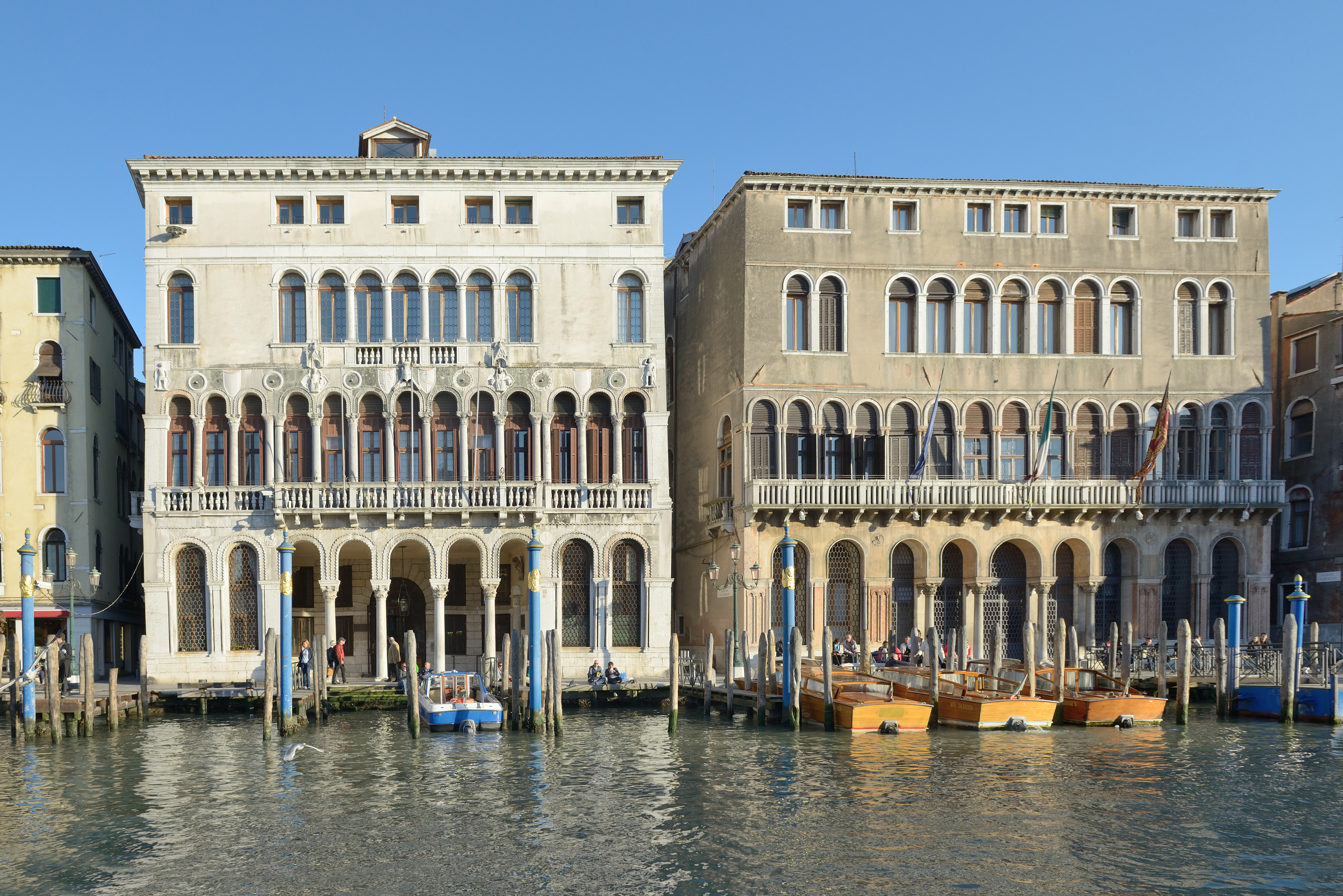
Die am Canal Grande gelegenen Palazzi Loredan (links) und Dandolo Farsetti (rechts) bilden das Rathaus von Venedig

Die folgende Liste enthält die Bürgermeister (sindaci) von Venedig seit 1806, aber auch die im Rückgriff auf eine mittelalterlich-frühneuzeitliche Amtsbezeichnung als Podestà benannten Stadtoberhäupter. Dabei ist zu berücksichtigen, dass sich der Charakter des Amtes erheblich verändert hat. Insbesondere besteht ein starker Gegensatz zwischen den in freien Wahlen gekürten Bürgermeistern und den von Franzosen und Österreichern eingesetzten Podestà, ebenso wie zu den von der faschistischen Regierung bestimmten, ebenfalls als Podestà bezeichneten Stadtoberhäuptern.

## Liste der Bürgermeister

### Napoleonisches Königreich Italien und Königreich Lombardei-Venetien (1815–1866)
- 1806–1811: Daniele Renier ... Sindaco
- 1811–1816: Bartolomeo Gerolamo Gradenigo ... Sindaco
- 1817–1818: Marco Molin ... Podestà
- 1818–1827: Francesco Calbo Crotta ... Podestà
- 1827–1834: Domenico Morosini ... Podestà
- 1834–1837: Giuseppe Boldù ... Podestà
- 1838–1857: Giovanni Correr ... Podestà
- 1857–1859: Alessandro Marcello ... Podestà
- 1860–1866: Pierluigi Bembo ... Podestà

### Königreich Italien (1866–1946)
- 1866–1868: Giobatta Giustinian ... Sindaco
- 1868–1870: Giuseppe Giovanelli ... Sindaco
- 1872–1875: Antonio Fornoni ... Sindaco
- 1877–1878: Giobatta Giustinian ... Sindaco
- 1879–1881: Dante Di Serego Alighieri ... Sindaco
- 1883–1888: Dante Di Serego Alighieri ... Sindaco
- 1888–1890: Lorenzo Tiepolo Destra storica Sindaco
- 1890–1895: Riccardo Selvatico ... Sindaco
- 1895–1919: Filippo Grimani ... Sindaco
- 1920–1923: Davide Giordano ... Sindaco
- 1926–1929: Pietro Orsi ... Podestà
- 1929–1930: Ettore Zorzi ... Podestà
- 1930–1938: Mario Alverà ... Podestà
- 1938–1941: Giovanni Marcello ... Podestà
- 1941–1943: Giovanni Battista Dall'Armi ... Podestà

### Befreiung und Italienische Republik (1945–heute)
- 1945–1946: Giovanni Ponti (DC) Sindaco
- 1946–1951: Giobatta Gianquinto (PCI) Sindaco
- 1951–1955: Angelo Spanio (DC) Sindaco
- 1955–1958: Roberto Tognazzi (DC) Sindaco
- 1958–1958: Armando Gavagnin (DC) Sindaco
- 1960–1970: Giovanni Favaretto Fisca (DC) Sindaco
- 1970–1975: Giorgio Longo (DC) Sindaco
- 1975–1985: Mario Rigo (PSI) Sindaco
- 1985–1987: Nereo Laroni (PSI) Sindaco
- 1987–1988: Antonio Casellati (PRI) Sindaco
- 1988–1988: Costante Degan (DC) Sindaco
- 1988–1990: Antonio Casellati (PRI) Sindaco
- 1990–1993: Ugo Bergamo (DC) Sindaco
- 1993–2000: Massimo Cacciari (Progressisti/L’Ulivo/Dem) Sindaco
- 2000–2005: Paolo Costa (Dem/DL) Sindaco
- 2005–2010: Massimo Cacciari (DL/PD) Sindaco
- 2010–2014: Giorgio Orsoni (PD) Sindaco
- 2014–2015: Vittorio Zappalorto, Commissario
- 2015: Luigi Brugnaro (parteilos) Sindaco